# Бронепалубни крайцери тип „Региони“
Региони (на италиански: Regioni) са серия бронепалубни крайцери на Кралските военноморски сили на Италия от края на 19 век. Името на проекта идва от имената на корабите в серията – имена на региони в Италия, с изключение на „Елба“, който е кръстен на островът в Тиренско море. Крайцерите понякога са наричани и тип „Умбрия“, на името на първия заложен (главен кораб) крайцер. Всичко от проекта са построени 6 единици: „Умбрия“ (на италиански: Umbria), „Ломбардия“ (на италиански: Lombardia), „Етрурия“ (на италиански: Etruria), „Лигурия“ (на италиански: Liguria), „Елба“ (на италиански: Elba) и „Пулия“ (на италиански: Puglia).
Корабите са построени от четири различни корабостроителници и имат разлики помежду си в размерите, скоростта и състава на въоръжението. Всички те постигат скорост от поне 18 възела (33 km/h) и основното им въоръжение се състои от четири 150 mm и шест 120 mm оръдия.

## История на службата
Крайцерите изпълняват различни роли през годините на тяхната служба. Крайцери скаути, колониални кораби, кораби за официални посещения и т.н. Elba е наблюдател на Руско-японската война, в Битката при Чемулпо през 1904 г., участва в спасяването на оцелелите руски моряци. Lombardia е превърнат на плаваща база за подводници през 1906 г. Elba и Liguria получават аеростати за наблюдение в периода 1907 – 1908. През 1910 г., Umbria е продаден на Хаити и преименуван на Consul Gostrück, като корабът потъва в корабокрушение, основно по вина на все още не усвоилия кораба нов екипаж. Останалите кораби, освен Lombardia, участват в Итало-турската война 1911 – 12 г., където оказват артилерийска поддръжка на сухопътните части, обстрелват турските пристанища и подсигуряват блокадата на Червено море.
В Първата световна война повечето крайцери са отнесени в резерва на флота, Elba става първият хирдосамолетоносач в италианския флот. Puglia единствен води активни бойни действия, базиран Дурацо. Etruria е потопен от флота на 13 август 1918 г. в Ливорно, като част от шпионска операция на Италия срещу Австро-Унгария. Всички останали кораби са предадени за скрап в началото на 1920-те години, освен носовата секция на Puglia, която се намира в музея Vittoriale degli italiani.

## Списък на корабите от типа[1]
| Име         | Корабостроителница-строител                                     | Дата на залагане     | Дата на спускане на вода | Дата на влизане в състава на флота | Дата на извеждане от състава на флота/гибел | Съдба                                 |
| ----------- | --------------------------------------------------------------- | -------------------- | ------------------------ | ---------------------------------- | ------------------------------------------- | ------------------------------------- |
| „Umbria“    | Cantiere navale fratelli Orlando Ливорно                        | 1 август 1888 г.     | 23 април 1891 г.         | 16 февруари 1894 г.                | 1910 г., продаден на Хаити                  | Потъва при корабокрушение 1911 г.     |
| „Lombardia“ | Regio Cantieri di Castellammare di Stabia Кастеламаре ди Стабия | 19 ноември 1889 г.   | 12 юли 1890 г.           | 16 февруари 1893 г.                | 1920 г.                                     | Предаден за скрап на 4 юли 1920 г.    |
| „Etruria“   | Cantiere navale fratelli Orlando Ливорно                        | 1 април 1889 г.      | 23 април 1891 г.         | 11 юли 1894 г.                     | 1918 г.                                     | Потопен на 13 август 1918 г.          |
| „Liguria“   | Gio. Ansaldo & C. Генуа                                         | 1 юли 1889 г.        | 8 юни 1893 г.            | 1 декември 1894 г.                 | Юли 1920 г.                                 | Предаден за скрап на 15 май 1920 г.   |
| „Elba“      | Regio Cantieri di Castellammare di Stabia Кастеламаре ди Стабия | 22 септември 1890 г. | 12 август 1893 г.        | 27 февруари 1896 г.                | 1920 г.                                     | Предаден за скрап на 5 януари 1920 г. |
| „Puglia“    | Таранто                                                         | октомври 1893 г.     | 22 септември 1898 г.     | 26 май 1901 г.                     | 1923 г.                                     | Предаден за скрап на 22 март 1923 г.  |